# Sosipatra
Sosipatra z Efezu (řecky Σωσιπάτρα) byla novoplatonistická filozofka a mystička, která žila v první polovině 4. století po Kristu. Její životní příběh je vyprávěn v Eunapiově Životě sofistů.

## Život a vzdělání
Narodila se v Efezu . Když jí bylo pět let, přišli k jejímu otci pracovat dva muži. Když sklidili bohatou sklizeň, přesvědčili ho, aby Sosipatru i její m rověké chaldejské moudrosti. Když se otec vrátil, Sosipatra byla krásná mladá žena obdarovaná mimořádnými senzibilními a jasnovidnými schopnostmi. Oni dva muži byli nadpřirozené bytosti.

## Výuka
Později se vdala za Eustathia z Kappadokie, zřejmě s plným vědomím, že ten zemře dříve než ona. Eunapius nám říká, že „její neobyčejná moudrost způsobila, že její manžel vypadá méněceně a nevýznamně.“ Eustathius a Sosipatra měli tři syny, z nichž jeden, Antoninus, se sám stal významným filosofem a theurgikem.
Po smrti svého manžela odešla Sosipatra do Pergamonu, kde se díky své moudrosti stala stejně populární jako Aedesius, který tam v té době také vyučoval filosofii. Eunapius nám říká, že po přednášce Aedesiově studenti odcházeli poslechnout si také Sosipatru.

## Magie
Sosipatřin příbuzný zvaný Philometr byl do ní zamilován a pokusil se získat její lásku pomocí kouzla. Sosipatra svěřila své protichůdné emoce Maximovi, který byl žákem Aedesia a později se stal učitelem císaře Juliana. Maximus dokázal Philometrovo kouzlo odhalit a překonat. Protože Philometr projevil lítost, Sosipatra mu odpustila. Vypráví se, že později Sosipatra během své přednášky o posmrtném životě duše, měla vidění, že se Philometrovi stala nehoda. Poslala tedy k němu své služebníky a ti mu pomohli.